# Naomi Belhassen
Naomi Belhassen (hebräisch נעמי בלחסן; * 6. April 1980) ist eine ehemalige israelische Fußballspielerin.

## Karriere

### Verein
Von 1998 bis 2015 lang war Belhassen als Verteidigerin für den israelischen Club ASA Tel-Aviv FC aktiv. Während ihrer Zeit beim Verein gewann sie mehrfach die israelische Meisterschaft sowie den nationalen Pokal. Mit ASA Tel Aviv errang sie unter anderem sieben Mal die Ligat Nashim (2000, 2010, 2011, 2012, 2013, 2014, 2015) und dreimal den Israelischen Frauenpokal (2011, 2012, 2014).

### Nationalmannschaft
Zwischen 1998 und 2008 spielte Belhassen für die Israelische Nationalmannschaft. Sie bestritt 21 Länderspiele und erzielte dabei jedoch kein Tor.